# Kruipende steenkers
De kruipende steenkers (Arabidopsis halleri) is een overblijvende plant uit de kruisbloemenfamilie (Brassicaceae). De soort komt van nature voor in Zuidoost- en Midden-Europa en is ingeburgerd in Wallonië. Het aantal chromosomen is 2n = 16.
De plant wordt 10–40 cm hoog, vormt meestal meerdere opgaande tot rechtopstaande stengels en bovengrondse, wortelende uitlopers. De stengel is dicht bedekt met uitstekende, enkelvoudige of twee tot drievoudig gevorkte haren: naar boven toe is hij bijna helemaal kaal. De rozetbladeren zijn ofwel heelbladig of veerdelig met afgeronde eindblaadjes. De stengelbladeren zijn eivormig, maar de onderste zijn ook veerdelig. Ze zijn aan beide zijden dicht behaard.
De vrucht is een 1-2,5 cm lange en 1 mm brede, zwak parelsnoerachtige hauw met een 10–13 mm lange steel. Ze staan in een hoek van ongeveer 60 graden ten opzichte van de stengel.

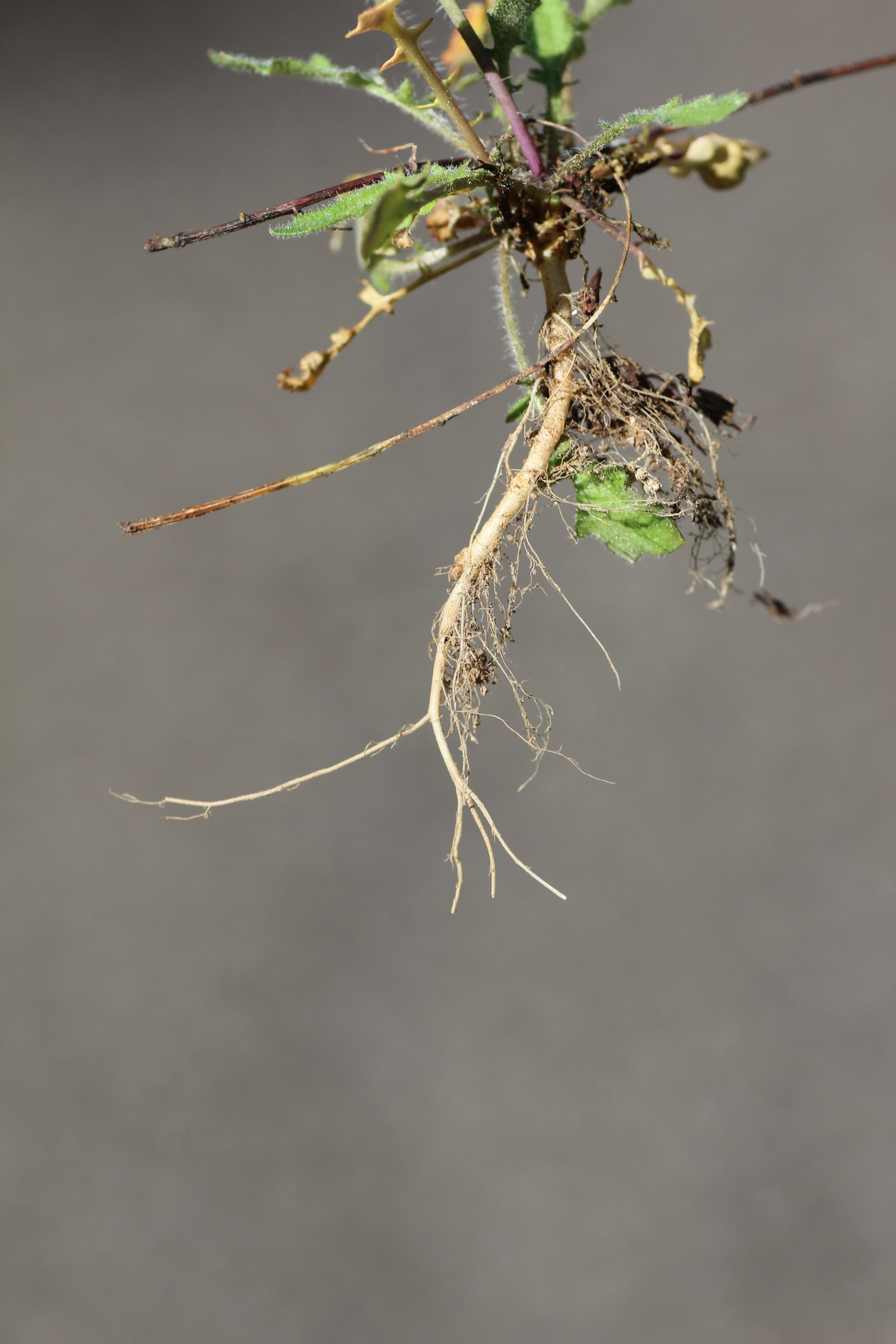
Plant
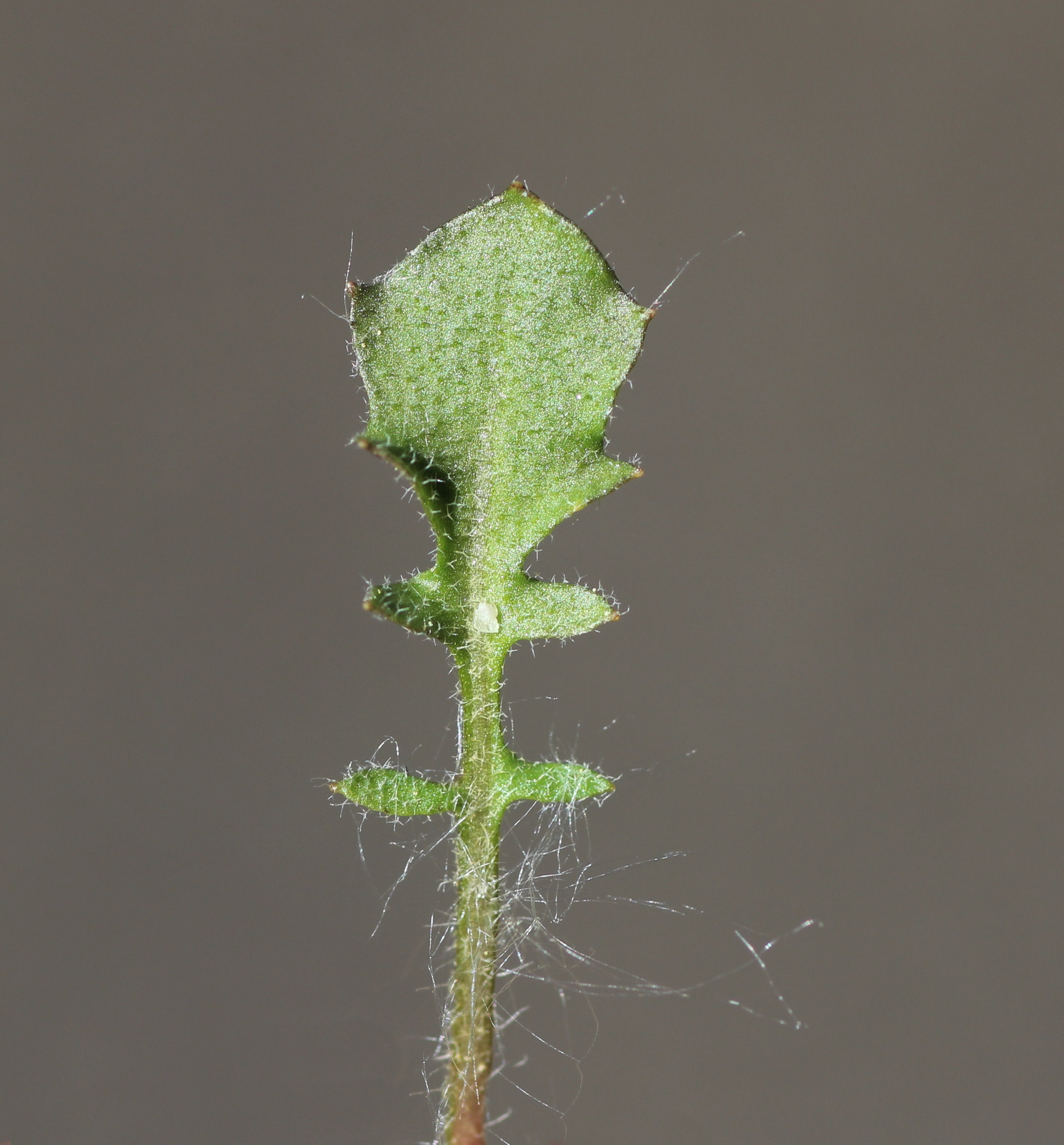
Rozetblad
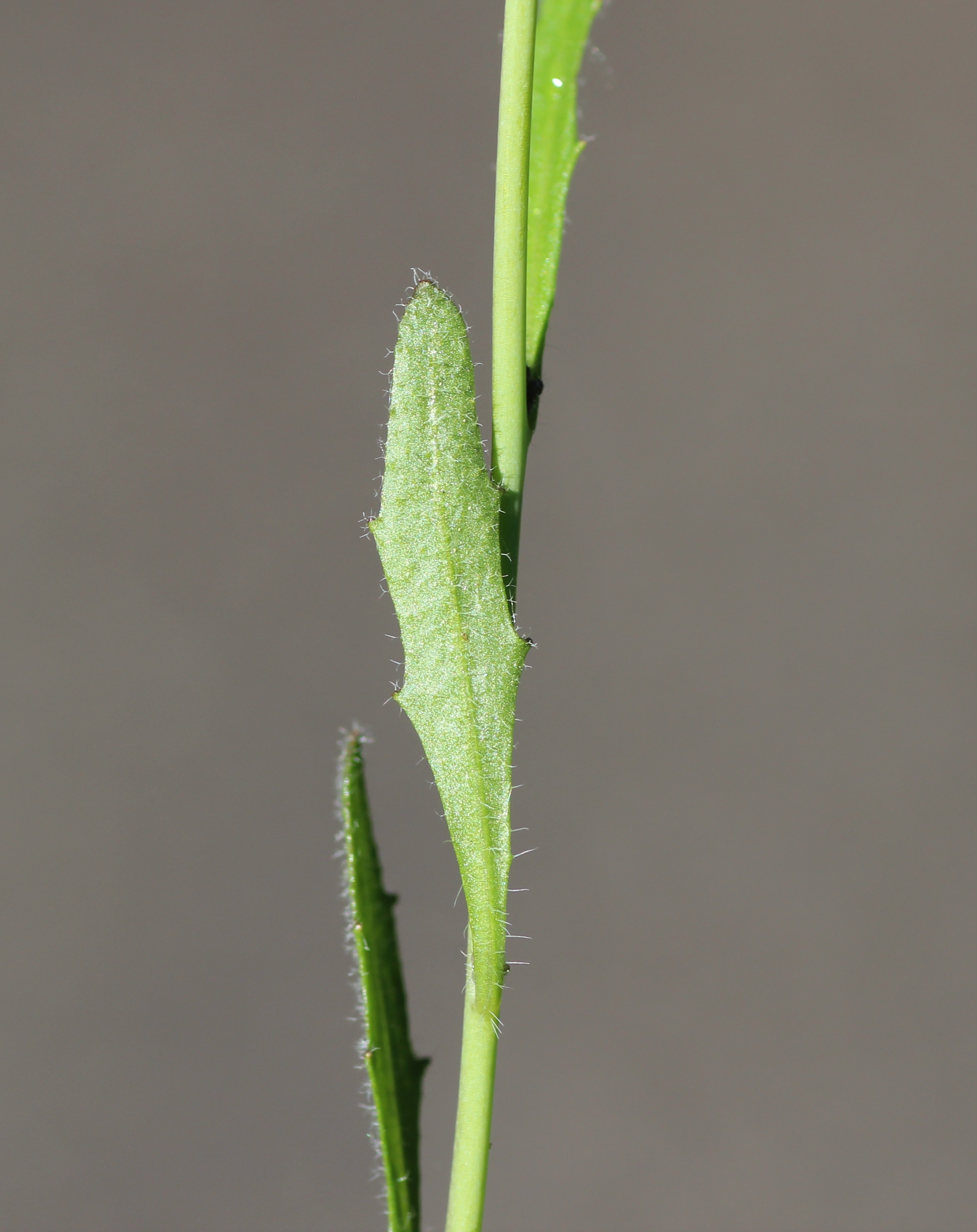
Stengelblad
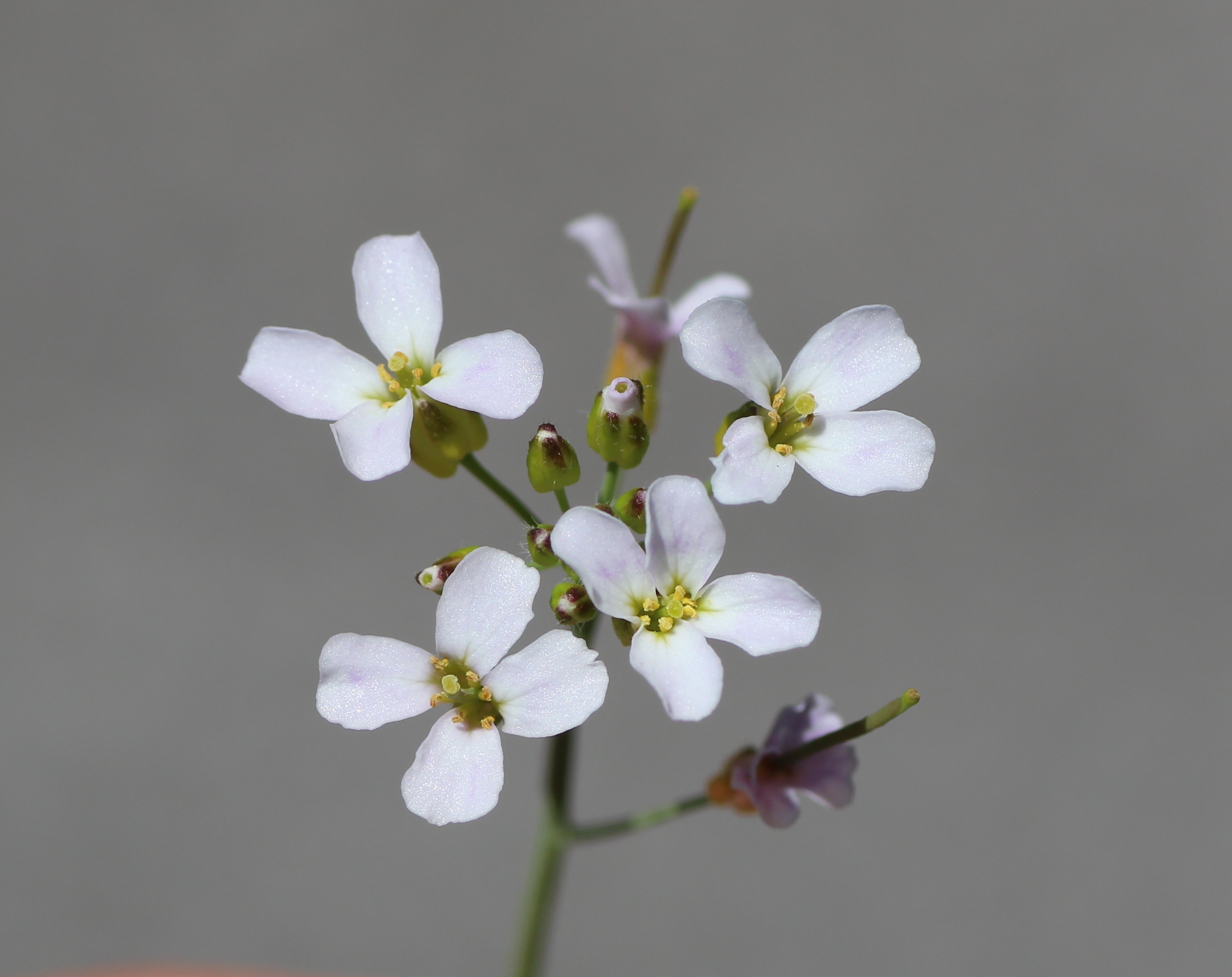
Bloeiwijze

De kruipende steenkers komt voor op stenige grond op berghellingen, mijnstortbergen en in bermen. De plant kan groeien op met zware metalen, zoals lood, cadmium en zink, verontreinigde grond.

## Ondersoorten
- Arabidopsis halleri subsp. halleri
Verspreiding: Oostenrijk, Kroatië, Tsjechië, Duitsland, Noord en midden Italië, Polen, Roemenië, Slowakije, Slovenië, Zwitserland en zuidelijk Oekraïne. Waarschijnlijk geïntroduceerd in Noord-Frankrijk en ingeburgerd in Wallonië
- Arabidopsis halleri subsp. ovirensis Wulfen
Verspreiding: Albanië, Oostenrijk, Italië, Roemenië, Slowakije, Slovenië, Oekraïne
- Arabidopsis halleri subsp. gemmifera Matsumura
Verspreiding: Rusland, Verre Oosten, noordoosten van China, Korea, Japan en Taiwan